# Patricia Belcher
Patricia Belcher (Helena (Montana), 7 april 1954) is een Amerikaanse actrice.

## Biografie
Belcher is het bekendst met spelen van rollen van rechters, dokters, verpleegster en meer belangrijke figuren, meestal voor een komisch effect.
Belcher begon in 1990 met acteren in de film Flatliners. Hierna heeft ze nog meer dan 140 rollen gespeeld in films en televisieseries zoals Sister, Sister (1996–1998), Tracey Takes On... (1998–1999), Message in a Bottle (1999), Still Standing (2002–2004), The Proud Family (2003–2004), The Number 23 (2007), Boston Legal (2004–2007), Good Luck Charlie (2010–2011) en Bones (2006–2011).

## Filmografie

### Films
Selectie:
- 2023 Ant-Man and the Wasp: Quantumania - als fan van de Ant-Man
- 2018 The Week Of - als Thelma
- 2015 I'll See You in My Dreams - als medewerkster opvangtehuis
- 2012 Walking the Halls - als schoolhoofd Jenkins
- 2009 (500) Days of Summer – als Millie
- 2008 Over Her Dead Body – als Helen
- 2007 The Number 23 – als Dr. Alice Mortimer
- 2006 Unknown – als toezichthoudster van een opslagplaats
- 2005 The Proud Family Movie – als mevr. Hightower (stem) - animatiefilm
- 2001 Jeepers Creepers – als Jezelle Gay Hartman
- 2001 Heartbreakers – als schoonmaakster in hotel
- 2000 The Dukes of Hazzard: Hazzard in Hollywood! - als Deacon
- 1999 Message in a Bottle – als Annie
- 1996 Eye for an Eye – als ruziemakende vrouw
- 1995 Species – als ziekenhuismedewerkster
- 1994 Clear and Present Danger – als INS officier
- 1990 Flatliners – als Edna

### Televisieseries
Uitgezonderd eenmalige gastoptredens.
- 2024 - 2025 Matlock - als mrs. Belvin - 6 afl.
- 2022 - 2023 Villains of Valley View - als Celia - 24 afl.
- 2022 - 2023 The Proud Family: Louder and Prouder - als schoolhoofd Hightower (stem) - 6 afl.
- 2022 Bob Hearts Abishola - als Esther - 2 afl.
- 2018 - 2021 A.P. Bio - als superintendent - 3 afl.
- 2018 - 2019 Teachers - als Mavis - 9 afl.
- 2017 - 2018 The Guest Book - als Bernice - 2 afl.
- 2017 Trial & Error - als rechter Horsedich - 9 afl.
- 2006 – 2017 Bones – als Caroline Julian – 55 afl.
- 2010 – 2014 Good Luck Charlie – als Estelle Dabney en Virginia – 23 afl.
- 2011 In Plain Sight - als Mrs. Anders - 2  afl.
- 2009 – 2010 Better Off Ted – als Janet – 2 afl.
- 2009 Cold case - als Margaret Trudlow – aflevering "True calling"
- 2004 – 2007 Boston Legal – als rechter Leslie Bishop – 3 afl.
- 2006 The Jake Effect – als hoofd Curtis – 6 afl.
- 2005 – 2006 Twins – als Dolly – 5 afl.
- 2005 Close to Home – als rechter Riker – 2 afl.
- 2003 – 2004 The Proud Family – als mevr. Hightower (stem) – 4 afl. (animatieserie)
- 2002 – 2004 Still Standing – als mevr. Bodin – 3 afl.
- 2002 – 2003 Andy Richter Controls the Universe – als mevr. Machado – 2 afl.
- 2001 – 2002 One on One – als Dr. Gilkes – 3 afl.
- 1997 – 2001 The Practice – als Candace Levy en de vierde persoon – 2 afl.
- 1999 – 2001 The Norm Show – als hospital – 7 afl.
- 2000 – 2001 The Trouble with Normal – als Lila – 6 afl.
- 1998 – 2000 The Hughleys – als Jessie Mae – 7 afl.
- 1997 – 2000 Everybody Loves Raymond – als Ruth – 2 afl.
- 1997 – 1999 The Parent' Hood – als rechter en mevr. Griffith – 2 afl.
- 1998 – 1999 Tracey Takes On… – als Ida – 5 afl.
- 1996 – 1998 Sister, Sister – als Martha Hicks en Selma – 5 afl.
- 1997 Living Single – als Florence Jacobs – 2 afl.

- Gemeinsame Normdatei: 1300051159
- International Standard Name Identifier: 0000 0004 0984 4891
- Nationale Bibliotheek van Polen: a0000001907940
- Virtual International Authority File: 303754151